# Католицька церква в Таїланді
Като́лицька це́рква в Таїла́нді — друга християнська конфесія Таїланду. Складова всесвітньої Католицької церкви, яку очолює на Землі римський папа. Керується конференцією єпископів. Станом на 2004 рік у країні нараховувалося близько 292 000 католиків (0,46% від усього населення). Існувало 10 діоцезій, які об'єднували 436 церковних парафій.  Кількість  священиків — 662 (з них представники секулярного духовенства — 433, члени чернечих організацій — 229), постійних дияконів — 0, монахів — 434, монахинь — 1439.

## Історія
Перші португальські католицькі місіонери з'явилися в сіамському королівстві Аюттхая на початку XVI століття й за переказами навіть навернули правителя Аюттхаї на католіцизм, проте надійних джерел, які б це підтверджували нема. Достовірними є лише записи єзуїтського ченця й мандрівника Франциска Ксав'єра, який писав про свій намір відвідати королівство по дорозі до Китаю, який втім не здійснився через його смерть 1552 року. Першими португальськими місіонерами, що прибули в Аюттхаю з Малакки після місячної подорожі, стали домініканські брати Жеронімо да Круз (порт. Jeronimo da Cruz) та Себастьяно да Канто (порт. Sebastião da Canto).
Впродовж XVII століття наростав конфлікт між португальськимм ченцями, що були підзвітні португальському королю за системою падроадо, і апостольськими вікаріями — підданими Франції, що діяли в рамиках Конгрегації пропаганди віри. За короля Аюттхаї Нарая країну було відкрито для європейців та проповідування католіцизму стало вільним. Станом на 1662 рік французькі місіонери виявили в столиці близько 2000 католиків, серед яких було 10 португальських і 1 іспанський священик. У 1665 році було відкрито католицьку школу, а 1669 року — лікарню. Французький уряд сподівався на навернення до християнства короля та всього народу. Проте антифранцузькі та антихристиянські настрої почали панувати після дозволу Нарая побудувати французькі фортеці в країні разом з постійними іноземними гарнізонами. В результаті палацового перевороту й революції 1688 року Нарая було заарештовано, він невдовзі помер, а новим королем став полководець Пхетрача, який наказав убити або вислати з країни всіх іноземців. Лише 1691 року католицькій місії було дозволено відновити діяльність семінарії.
У XVIII столітті гоніння на католиків продовжувалися: їм було заборонено виїжджати зі столиці, проповідувати місцевими тайською чи палійською мовами тощо. Постраждала місія й від вторгнення Бірми 1767 року. Лише з встановленням нової династії 1782 року ситуація поліпшилася. У 1867 році в Сіамі було близько 8 тисяч католиків, у 1909 році — вже більше 23 тисяч. Впродовж першої половини XX століття католицькі місії поширилися всією країною, що з 1939 року змінила назву на Таїланд.